# Monochamus tridentatus
Monochamus tridentatus là một loài bọ cánh cứng trong họ Cerambycidae.